# Varo Vargas
Álvaro Alejandro Vargas Rueckner (Lima, 27 de mayo de 1990), conocido por su nombre artístico Varo Vargas o simplemente Varo, es un cantante, modelo y actor peruano. 
Fue el ganador del certamen masculino Mister Supranacional 2021, convirtiéndose en el primer peruano en ganar el dicho concurso.
En el ámbito musical, se especializa en los géneros pop y reguetón; incluyendo su incorporación a la banda musical de salsa peruana Orquesta Bembé como vocalista y corista, durante los años 2023 y 2024. 
En el ámbito televisivo y actoral, ha participado en  producciones del medio local, incluyendo en el programa La casa de los famosos All-Stars de la cadena Telemundo.

## Biografía

### Primeros años
Nació el 27 de mayo de 1990 en Lima, bajo el nombre completo de Álvaro Alejandro Vargas Rueckner, proveniente de una familia ligada a la música, siendo el sobrino por vía materna del tenor peruano Juan Diego Flórez. Estudió la carrera de administración de empresas y marketing.
Durante su adolescencia, se desempeñó como futbolista, jugando para la división de menores del Club Centro Deportivo Municipal, el equipo de fútbol donde es hincha confeso, durante la etapa en la Segunda División Peruana. Sin embargo, opta con dejar el deporte a los 21 años para dedicarse a su faceta en el modelaje.

### Inicios
Comenzó su carrera como modelo a la edad de los 22 años en el año 2012. Fue candidato al certamen masculino Mister Perú 2012, representando a la Región Piura, sin conseguir el éxito. Compitió junto a otros participantes, entre ellos, el exmodelo y cocinero peruano Rodrigo Fernandini.
Adicionalmente, participó en el proyecto de sesión de fotografías Lambayeque de moda junto a la también modelo Natalie Vértiz, entonces ganadora del Miss Perú 2011. También siguió su faceta en diferentes desfiles de moda, teniendo unas esporádicas participaciones.[cita requerida]

### Carrera musical
Vargas debuta en el ámbito musical en el año 2017, conformando el dúo musical de reguetón y pop latino peruano Varo & Chiesa, al lado del cantante y rapero Franco Chiesa, en el cual se ha presentado en diferentes festivales musicales nacionales y en el bloque América espectáculos del noticiero local  América noticias. En esa época, comienza a utilizar el nombre artístico de Varo Vargas, manteniendo su primer apellido y el apócope de su nombre real. Con Varo & Chiesa, participó en el festival Colours of Love Concert International de Mississauga en Canadá, e interpretó los temas musicales «Créeme» y «Más sin tí», incluyendo otras producciones como «Frenesí» y «Más de tí», además de recibir el galardón de la categoría «Artistas urbanos revelación» en los Premios Latin American Business Men 2019. Sin embargo, la banda se separa en el año 2019.[cita requerida]
En el año 2020, lanzó su faceta como solista bajo simple nombre de Varo, con la canción «Cuando te vuelva a ver».
En el año 2022, interpreta el siguiente material «Morena», incluyendo un videoclip con la participación de la modelo colombiana Bárbara Rodríguez, que fue estrenado en el bar musical Bazar, ubicado en el distrito de Miraflores, Región Lima.
Al año siguiente, se suma al elenco principal de la banda musical de salsa peruana Orquesta Bembé, desempeñando en el rol de vocalista y corista, compartiendo escenario junto a otros cantantes como María Grazia Polanco. Con el grupo, interpretó el tema musical «Por el resto de tu vida», obteniendo un rotundo éxito en las plataformas y emisoras de música locales. Sin embargo, su permaneciencia con Orquesta Bembé terminó en el año 2024 para dedicarse a sus siguientes proyectos musicales.Adicionalmente, colaboró con la cantante Susan Green para el lanzamiento del tema musical «Mentías», en el año 2023.

### Mister Supranacional 2021
Tras ponerle pausa a su carrera musical, fue invitado por la exreina de belleza Jessica Newton para ser confirmado participante del certamen masculino de su franquicia Mister Perú Supranacional 2021, volviendo a participar en un concurso por segunda vez, después de nueve años. Logra concursar en la competencia, consagrándose ganador de la edición del concurso nacional y accede al evento principal Mister Supranacional 2021, que fue realizado en Polonia, en representación de su país.
El 22 de agosto de 2021, participó en la competencia internacional quedando dentro de los finalistas del concurso,superando a 34 representantes de cada país.  Finalmente, Vargas se coronó Mister Supranational 2021, tras superar a Abdel Kacem Tefridj, representante de Togo, quién fue primer finalista. Con la victoria, Vargas se convierte en el primer peruano en haber ganado en el dicho certamen. La noticia de su triunfo remeció en los medios de comunicación nacionales e internacionales, además de haber sido invitado especial de los programas de televisión de su país como el magacín En boca de todos de América Televisión.
En el año 2022, cedió su reinado de Mister Perú Supranacional al nuevo ganador Nicola Roberto Belmont.
Al poco tiempo, fue invitado al elenco del jurado del certamen de belleza Reina Hispanoamericana 2021. En los años siguientes, fue jurado de los concursos Reinado Internacional del Café 2022 y el Miss Perú 2024.[cita requerida]
En el año 2023, participó en el evento benéfico para personas con discapacidad Una sonrisa de amor, que fue realizado en el distrito de Mi Perú, Región Callao; durante épocas de Navidad.

### Carrera televisiva y actoral
En el año 2020, se suma al elenco central del programa de telerrealidad Todo por amor de Latina Televisión, en el rol de participante.
A partir de 2022, inicia su incursión en la actuación participando como cameo en las teleseries Junta de vecinos y Al fondo hay sitio.
En el año 2025, ingresa al reparto de participantes del reality show de convivencia La casa de los famosos All-Stars de la cadena Telemundo, siendo junto a la presentadora y abogada Laura Bozzo los únicos representantes peruanos del show televisivo, sin conseguir el éxito.
En ese mismo año, se suma al reparto principal de la adaptación peruana del musical Legalmente rubia, bajo el papel de Kyle, un hombre de seguridad.

## Discografía

### LP de estudio
- 2020: «Cuando te vuelva a ver»
- 2022: «Morena»
- 2023: «Mentías» (ft. Susan Green)

## Competencias
- Mister Perú 2012: No clasificó
- Mister Perú Supranacional 2021: Ganador
- Mister Supranacional 2021: Ganador

## Créditos

### Televisión
| Año  | Título                           | Rol                               | Notas                                          | Emisión            |
| ---- | -------------------------------- | --------------------------------- | ---------------------------------------------- | ------------------ |
| 2020 | Todo por amor                    | Participante                      | Reality show concurso.                         | Latina Televisión  |
| 2021 | JB en ATV                        | Invitado y participación especial | Programa humorístico.                          | ATV                |
| 2021 | En boca de todos                 | Invitado especial                 | Magacín.                                       | América Televisión |
| 2022 | Junta de vecinos                 | Cameo                             | Serie de televisión de comedia.                | América Televisión |
| 2024 | Domingos de fiesta               | Copresentador                     | Programa musical.                              | TV Perú            |
| 2025 | Al fondo hay sitio               | Cameo                             | Serie de televisión de tragicomedia.           | América Televisión |
| 2025 | La casa de los famosos All-Stars | Participante                      | Tercer eliminado. Reality show de convivencia. | Telemundo          |

### Teatro
| Año  | Título                       | Rol  | Notas                                       |
| ---- | ---------------------------- | ---- | ------------------------------------------- |
| 2025 | Legalmente rubia: El musical | Kyle | Reparto principal. Obra musical de comedia. |